# Bosilkovți, Ruse
Bosilkovți (în bulgară Босилковци) este un sat în comuna Beala, regiunea Ruse,  Bulgaria. 

## Demografie
Componența etnică a satului Bosilkovți
     Bulgari (88,09%)
     Romi (11,73%)
     Nicio identificare (0,16%)
     Altele (0%)
La recensământul din 2011, populația satului Bosilkovți era de 605 locuitori. Din punct de vedere etnic, majoritatea locuitorilor (88,09%) erau bulgari, cu o minoritate de romi (11,73%). Pentru 0,16% din locuitori nu este cunoscută apartenența etnică.